# 해밀턴 (뮤지컬)
해밀턴(Hamilton: An American Musical)은 린마누엘 미란다(Lin-Manuel Miranda)의 책과 음악, 가사가 포함된 노래와 랩으로 구성된 전기 뮤지컬이다. 론 처노우의 2004년 전기 "알렉산더 해밀턴"(Alexander Hamilton)을 바탕으로 한 이 뮤지컬은 미국 건국의 아버지 알렉산더 해밀턴의 생애와 미국 혁명에 대한 그의 개입, 미국 초기의 정치사를 다루고 있다. 2008년부터 2015년까지 7년에 걸쳐 작곡된 이 음악은 힙합은 물론 R&B, 팝, 소울, 전통 스타일의 쇼 곡도 많이 사용한다. 백인이 아닌 배우를 미국 건국의 아버지 및 기타 역사적 인물로 캐스팅한다. 미란다는 해밀턴을 "당시 미국은 지금 미국이 말하는 대로"라고 묘사했다.
해밀턴은 개장부터 거의 전 세계적으로 호평을 받았다. 2015년 2월 17일 로어 맨해튼의 퍼블릭 극장에서 오프 브로드웨이에서 초연되었으며, 미란다가 알렉산더 해밀턴 역을 맡았으며 몇 달간의 계약이 매진되었다. 이 뮤지컬은 아웃스탠딩 뮤지컬(Outstanding Musical)을 포함하여 8개의 드라마 데스크상을 수상했다. 그런 다음 2015년 8월 6일 개장한 브로드웨이의 리차드 로저스 극장으로 옮겨져 한결같이 긍정적인 평가와 높은 박스오피스 매출을 얻었다. 제70회 토니상에서 해밀턴은 기록적인 16개 부문 후보에 올랐고 최우수 뮤지컬상을 포함해 11개 상을 수상했다. 2016년 퓰리처상 드라마 부문을 수상했다. 브로드웨이 작품의 영화 버전은 2020년 디즈니+를 통해 공개되었다.
해밀턴의 시카고 프로덕션은 2016년 9월 CIBC 극장에서 시사회 공연을 시작했고 다음 달 개봉했다. 웨스트엔드(West End) 프로덕션은 2017년 12월 21일 런던 빅토리아 팰리스 극장에서 개막했으며, 12월 6일 미리보기를 거쳐 2018년 최우수 신작 뮤지컬을 포함해 7개의 올리비에 상을 수상했다. 첫 번째 미국 전국 투어는 2017년 3월에 시작되었다. 두 번째 미국 투어는 2018년 2월에 시작되었다. 해밀턴의 세 번째 미국 투어는 2019년 1월 11일에 시작되었으며, 푸에르토리코에서 3주간의 계약을 맺고 미란다가 해밀턴 역으로 돌아왔다. 영어가 아닌 최초의 작품은 2022년 10월 함부르크에서 개봉되었으며 독일어로 번역되었다. 해밀턴에는 아마추어 또는 프로 라이선스가 부여되지 않았다.